# Euromo

Mapa de algunas de las ciudades griegas de Caria y de algunas islas del Dodecaneso, donde se aprecia la ubicación de Euromo, al noroeste de Milasa.

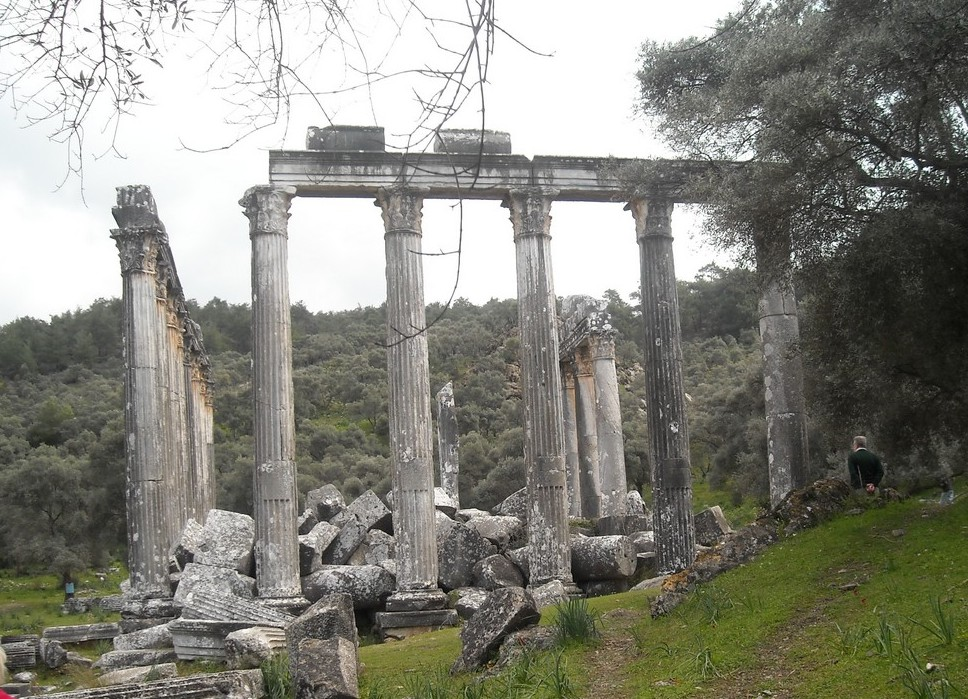
Restos del templo de Zeus de Euromo.

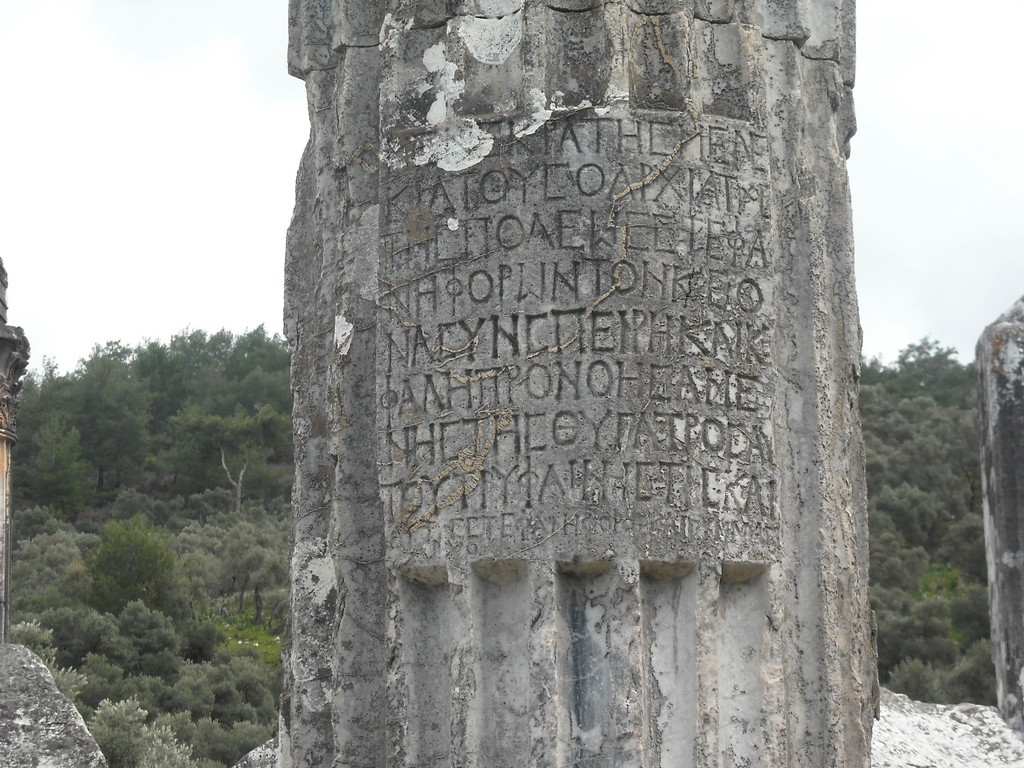
Inscripción en el templo de Zeus de Euromo.

Euromo (en griego antiguo, Εὔρωμος) fue una antigua ciudad griega de Caria cuyos restos se ubican cerca de la ciudad turca de Milas.
Probablemente sea la misma ciudad que Heródoto cita en el libro VIII de su Historia con el nombre de Europo.
Perteneció a la Liga de Delos puesto que aparece mencionada en registros de tributos a Atenas entre los años 450/49 y 440/39 a. C.
En el siglo III a. C. hay documentada una unión (sympoliteia) entre las ciudades de Euromo y Milasa.
Tras la derrota de Filipo V de Macedonia del año 197 a. C. por los romanos bajo el mando de Tito Quincio Flaminino, se cita Euromo expresamente entre las ciudades de las que se exigía la retirada de la guarnición de soldados macedonios que había en ella.
Estrabón menciona en Caria la ciudad de Euromo, en una sucesión de asentamientos donde incluye a Heraclea, Amizón y Calcétor, que eran poco importantes en su tiempo al lado de las más importantes Alabanda, Milasa y Estratonicea.
De los hallazgos arqueológicos que se han conservado de Euromo se pueden destacar los restos de murallas que son anteriores al año 300 a. C. y, de épocas posteriores, el templo de Zeus, un teatro y dos estoas. Además, se conservan monedas de plata de Euromo fechadas desde el siglo V a. C.